# 2018년 UEFA 슈퍼컵
2018년 UEFA 슈퍼컵(2018 UEFA Super Cup)은 2018년 8월 15일에 열린 43번째 UEFA 슈퍼컵 대회이다. 에스토니아 탈린에 위치한 릴레퀼라 스타디움에서 단판 승부 형식으로 진행되었으며 2017-18년 UEFA 챔피언스리그 우승 팀인 레알 마드리드와 2017-18년 UEFA 유로파리그 우승 팀인 아틀레티코 마드리드가 맞붙었다. 아틀레티코 마드리드가 레알 마드리드를 4-2로 누르고 우승을 차지했다.

## 개최지 선정
유럽 축구 연맹(UEFA)은 2016년 9월 15일에 그리스 아테네에서 열린 집행위원회 회의에서 2018년 UEFA 슈퍼컵 개최지를 에스토니아 탈린에 위치한 A. 레 코크 아레나로 선정했다. A. 레 코크 아레나는 FC 플로라 탈린, 에스토니아 축구 국가대표팀의 홈 구장이기도 하다.

## 팀
| 팀                  | 자격                             | 이전 참가                          |
| ------------------- | -------------------------------- | ---------------------------------- |
| 레알 마드리드       | 2017-18년 UEFA 챔피언스리그 우승 | 1998, 2000, 2002, 2014, 2016, 2017 |
| 아틀레티코 마드리드 | 2017-18년 UEFA 유로파리그 우승   | 2010, 2012                         |

## 경기
| 레알 마드리드                      | 2 – 4 (연장) | 아틀레티코 마드리드                   |
| ---------------------------------- | ------------ | ------------------------------------- |
| 벤제마 27′ · 라모스 63′ (페널티킥) | 리포트       | 코스타 1′, 79′ · 사울 98′ · 코케 104′ |

| 레알 마드리드 | 아틀레티코 마드리드 |

| GK            | 1  | 케일러 나바스       |       |      |
| RB            | 2  | 다니 카르바할       |       |      |
| CB            | 4  | 세르히오 라모스 (c) | 112′  |      |
| CB            | 5  | 라파엘 바란         |       |      |
| LB            | 12 | 마르셀루            | 54′   |      |
| DM            | 14 | 카제미루            |       | 76′  |
| CM            | 8  | 토니 크로스         |       | 102′ |
| CM            | 22 | 이스코              |       | 83′  |
| RF            | 11 | 가레스 베일         |       |      |
| CF            | 9  | 카림 벤제마         |       |      |
| LF            | 20 | 마르코 아센시오     | 35′   | 57′  |
| 교체 선수:    |    |                     |       |      |
| GK            | 13 | 키코 카시야         |       |      |
| GK            | 26 | 안드리 루닌         |       |      |
| DF            | 6  | 나초                |       |      |
| DF            | 29 | 세르히오 레길론     |       |      |
| DF            | 31 | 하비에르 산체스     |       |      |
| MF            | 10 | 루카 모드리치       | 101′  | 57′  |
| MF            | 18 | 마르코스 요렌테     |       |      |
| MF            | 24 | 다니 세바요스       | 90+1′ | 76′  |
| MF            | 27 | 페데리코 발베르데   |       |      |
| FW            | 17 | 루카스 바스케스     |       | 83′  |
| FW            | 21 | 보르하 마요랄       |       | 102′ |
| FW            | 28 | 비니시우스 주니오르 |       |      |
| 감독:         |    |                     |       |      |
| 훌렌 로페테기 |    |                     |       |      |

| GK              | 13 | 얀 오블라크        |        |       |
| RB              | 20 | 후안프란           |        |       |
| CB              | 15 | 스테판 사비치      |        |       |
| CB              | 2  | 디에고 고딘 (c)    |        |       |
| LB              | 21 | 루카스 에르난데스  |        |       |
| RM              | 11 | 토마 르마르        |        | 90+1′ |
| CM              | 14 | 로드리             |        | 71′   |
| CM              | 8  | 사울 니게스        |        |       |
| LM              | 6  | 코케               |        |       |
| CF              | 19 | 디에고 코스타      | 62′    | 109′  |
| CF              | 7  | 앙투안 그리즈만    |        | 57′   |
| 교체 선수:      |    |                    |        |       |
| GK              | 1  | 안토니오 아단      |        |       |
| GK              | 37 | 알렉스 도스 산토스 |        |       |
| DF              | 3  | 필리피 루이스      |        |       |
| DF              | 4  | 산티아고 아리아스  |        |       |
| DF              | 24 | 호세 히메네스      |        | 109′  |
| MF              | 5  | 토머스 파티        |        | 90+1′ |
| MF              | 23 | 비톨로             | 105+3′ | 71′   |
| MF              | 30 | 로베르토 올라베    |        |       |
| FW              | 9  | 니콜라 칼리니치    |        |       |
| FW              | 10 | 앙헬 코레아        | 60′    | 57′   |
| FW              | 18 | 젤송 마르팅스      |        |       |
| 감독:           |    |                    |        |       |
| 헤르만 부르고스 |    |                    |        |       |

| 최우수 선수: 디에고 코스타 (아틀레티코 마드리드) 부심: 파베우 소콜니츠키 (폴란드) 토마시 리스트키에비치 (폴란드) 대기심: 오비디우 하체간 (루마니아) 보조 심판: 파베우 라치코프스키 (폴란드) 토마시 무시아우 (폴란드) 대기 보조 심판: 라도스와프 시에이카 (폴란드) | 경기 규칙 - 전후반 90분 동안 경기를 진행한다. - 전후반 90분 상황에서 동점이면 연장전 30분을 진행한다. - 연장전에서도 동점이면 승부차기를 진행한다. - 교체 선수 명단은 12명까지 올릴 수 있으며 한 팀당 최대 3명까지 교체할 수 있다. 연장전에 들어간 경우에는 최대 4명까지 교체할 수 있다. |